# ويتني
ويتني (بالإنجليزية: Whitney)‏ (كان اسمها إيست لاس فيغاس سابقا) هي بلدة غير مدخلة  ومكان مخصص للتعداد في مقاطعة كلارك في ولاية نيفادا الأمريكية. وبلغ عدد السكان 38,585 نسمة حسب تعداد عام 2010. 

## الموقع الجغرافي
الموقع الجغرافي للمناطق المحيطة بهذه النقطة هو كالتالي: